# Håkan Jonsson (ämbetsman)
För den medeltida riddaren och marsken, se Håkan Jonsson Läma.
Håkan Per Gustaf Jonsson, född 1961, är en svensk jurist, diplomat, träslöjdare och  ämbetsman.
Efter juristexamen 1988 följde tingstjänstgöring, Utrikesdepartementets aspirantprogram 1991/92 och därefter posteringar vid UD:s rättsavdelning, ambassaden i Jakarta samt Sveriges EU-representation i Bryssel bland annat under svenska ordförandeskapet i EU:s ministerråd 2001. Mellan 2002 och 2006 var Jonsson tjänstledig från regeringskansliet för tjänst som EU-expert vid utrikesutskottet i riksdagen samt vid statliga handelsmyndigheten Kommerskollegium där han var kommerseråd och chef för enheten för EU:s inre marknad. Han var statssekreterare för EU-frågor i Statsrådsberedningen och placerad hos EU-minister Cecilia Malmström 2006-2008. Sedan 2009 bedriver han konsultverksamhet i egna aktiebolaget Europe & Friends samt inom företaget Hallvarsson & Halvarsson.
Jonsson har bland annat publicerat skriften Konventet bakom kulisserna, utgiven av Svenska institutet för Europapolitiska studier, SIEPS, tillsammans med Hans Hegeland. Han är son till f.d. riksåklagaren Torsten Jonsson och bror till det socialdemokratiska statsrådet Anna Ekström. Han är gift och har två barn.